# Пёстрые рассказы (Элиан)
«Пёстрые рассказы» (др.-греч. Ποικίλη ἱστορία) — сочинение римского писателя Клавдия Элиана, написанное на греческом языке в первой половине III века (предположительно после «О природе животных» того же автора). Включало 14 книг, большинство из которых сохранилось в сокращённом виде. Представляет собой сборник анекдотов и биографических очерков, списков, изречений, описаний природных чудес и странных местных обычаев.
«Пёстрые рассказы», считавшиеся в позднеантичную эпоху рядовым произведением, представляют собой большую ценность для антиковедения. По словам исследовательницы С. Поляковой, «оставшись образцом своеобразной софистической литературы, они приобрели огромный познавательный интерес, так как сохранили для нас множество разносторонних сведений, подчас нигде больше не зафиксированных».